# اغتيال أنس الشريف
في 10 أغسطس 2025، اغتيل الصحفي الفلسطيني أنس الشريف من قناة الجزيرة بغارة جوية إسرائيلية في مدينة غزة، حيث استهدفت الغارة خيمة إعلامية خارج مجمع الشفاء الطبي كما استشهد في الغارة أربعة صحفيين آخرين من الجزيرة: محمد قريقع وإبراهيم زاهر ومحمد نوفل ومؤمن عليوة، إلى جانب اثنين آخرين. وقد أدانت الجزيرة ومنظمات حرية الصحافة والسلطات الفلسطينية الهجوم على نطاق واسع باعتباره اعتداءً متعمدًا على الصحفيين، بينما إدعى الجيش الإسرائيلي أن الشريف كان عضوًا في حماس، وهو ادعاء رفضته الجزيرة ومراقبو وسائل الإعلام. وقع الحادث في خضم الصراع المستمر بين غزة وإسرائيل ووُصف بأنه جزء من نمط أوسع من العنف ضد الصحفيين في غزة.

## الخلفية
أنس الشريف هو صحفي فلسطيني مولود في مخيم جباليا في قطاع غزة، وكان مراسلًا معروفًا لقناة الجزيرة العربية، اشتهر بتقاريره الميدانية خلال الحرب على غزة التي بدأت في 7 أكتوبر 2023. تضمنت تغطيته مقابلات مع السكان المتضررين من الصراع ولقطات من عواقب الغارات الجوية الإسرائيلية، مما أكسبه عددًا كبيرًا من المتابعين، مع أكثر من 500,000 متابع على حسابه في منصة X (تويتر سابقًا). كان الشريف جزءًا من فريق تصوير وكالة رويترز الذي فاز بجائزة بوليتسر لعام 2024 لتصوير الأخبار العاجلة عن تغطيتهم للحرب.
قبل اغتياله، واجه الشريف تهديدات من السلطات الإسرائيلية، في يوليو 2025، أعربت لجنة حماية الصحفيين والمقرر الخاصة للأمم المتحدة إيرين خان عن قلقهما بشأن سلامته، مشيرين إلى حملة تشويه عسكرية إسرائيلية تتهمه بأنه مقاتل في حركة حماس. هذه الادعاءات، التي نفاها الشريف والجزيرة باعتبارها لا أساس لها من الصحة، اعتبرتها جماعات حرية الصحافة محاولة لتبرير استهدافه. في ديسمبر 2023، قتلت غارة جوية إسرائيلية والده، جمال الشريف، في منزل عائلته في جباليا، بعد أن تلقى الشريف تهديدات من ضباط إسرائيليين لوقف تغطيته.
كان السياق الأوسع للضربة هو الحملة العسكرية الإسرائيلية في غزة، والتي شنتها ردًا على هجوم 7 أكتوبر التي قادتها حماس، والتي أسفرت عن مقتل ما يقرب من 1200 شخص واحتجاز أكثر من 200 رهينة. وبحلول أغسطس 2025، أسفرت الحرب عن استشهاد أكثر من 71000 فلسطيني، ودمار واسع النطاق، وأزمة إنسانية، بما في ذلك ظروف المجاعة في غزة. واجه الصحفيون في غزة مخاطر شديدة، حيث قالت لجنة حماية الصحفيين إن إسرائيل كانت مسؤولة عن ما يقرب من 70٪ من الصحفيين الذين قُتلوا على مستوى العالم في عام 2024، بينما أفادت منظمة مراسلون بلا حدود (RSF) بمقتل أكثر من 200 صحفي في غزة منذ أكتوبر 2023. وقيل إن استهداف الصحفيين إلى جانب القيود التي فرضتها إسرائيل على وصول وسائل الإعلام الأجنبية إلى غزة قد خلق "تعتيمًا إعلاميًا" في أجزاء من المنطقة.

## ردود الفعل

### محليًا
- شبكة الجزيرة الإعلامية: نددت شبكة الجزيرة بشدة باغتيال جيش الاحتلال الإسرائيلي مراسليها أنس الشريف ومحمد قريقع والمصورين إبراهيم ظاهر ومحمد نوفل في غارة استهدفت خيمة للصحفيين قرب مستشفى الشفاء بمدينة غزة في وقت متأخر من مساء أمس الأحد وقالت في بيان: «إن اغتيال مراسليْها على يد قوات الاحتلال الإسرائيلي هجوم جديد سافر ومتعمد على حرية الصحافة وحمّلت جيش الاحتلال وحكومته مسؤولية استهداف واغتيال فريقها، مشيرة إلى إقرار الجيش الإسرائيلي باستهداف خيمة الصحفيين قرب مستشفى الشفاء».[13]

### الحكومة الإسرائيلية
أعلن الجيش الإسرائيلي مسؤوليته عن الهجوم، وكان إعلانه سريعًا أمرًا غير معتاد، إذ عادةً ما يُؤجل أو يتجنب وينكر الاعتراف بالغارات التي تقتل الصحفيين. وفي مؤتمر صحفي عُقد قبل ساعات من الغارة، رفض رئيس الوزراء الإسرائيلي بنيامين نتنياهو الاتهامات الموجهة إلى وسائل الإعلام ووصفها بأنها تحريفات للوضع في غزة. ودافع عن الخطط العسكرية الإسرائيلية، بما في ذلك التوسع المقترح للسيطرة على قطاع غزة، نافيًا في الوقت نفسه أي نية لاحتلال القطاع بشكل دائم.

### دوليًا
أدان مجلس الأمن التابع للأمم المتحدة خطة إسرائيل للاستيلاء على قطاع غزة وتشريد ما يقرب من مليون فلسطيني، وتم ربط مقتل الصحفيين بجهود أوسع نطاقًا للسيطرة على المعلومات الواردة من غزة. وكانت المقررة الخاصة للأمم المتحدة إيرين خان قد حذرت سابقًا من أن اتهامات إسرائيل ضد الشريف لا أساس لها من الصحة. وفي بلجيكا، وصف عضو البرلمان الأوروبي مارك بوتينغا عمليات القتل بأنها جزء من "حرب على الصحافة" تدعمها الحكومات الأوروبية. وأفادت التقارير أن أستراليا وكندا وفرنسا والمملكة المتحدة تدرس الاعتراف بدولة فلسطينية ردًا على تصاعد الصراع.
وأدان المرصد الأورومتوسطي لحقوق الإنسان بشدة جريمة اغتيال إسرائيل خمسة من طاقم قناة الجزيرة في قطاع غزة بينهم المراسلان أنس الشريف ومحمد قريقع في استهداف واعتبره «جزءًا من سياسة منهجية لإسكات شهود الحقيقة وطمسها خصوصًا بعد محاولة رئيس الوزراء الإسرائيلي تبييض جرائم جيشه وأن إعلان إسرائيل مسؤوليتها عن قتل أنس الشريف يؤكد تجاهلها الصارخ للقانون الدولي ويوضح بشكل صارخ عواقب الإفلات من العقاب الناجم عن سياسة المجتمع الدولي في الدعم والصمت في مؤتمر صحفي عقد قبيل الحادث بساعات» وقال أن جريمة الاغتيال وقعت بعد ساعات من مؤتمر لرئيس الوزراء الإسرائيلي بنيامين نتنياهو الذي صعد تحريضه على وسائل الإعلام المستقلة وهاجم التغطية الصحافية التي تكشف جرائم جيشه مهددًا بالمضي قدمًا في مخططه لفرض السيطرة الكاملة على غزة» وقال أن «إسرائيل حولت حربها المروعة التي استمرت 22 شهرًا على قطاع غزة إلى مسلخ للصحفيين الفلسطينيين، حيث استهدفتهم وأماكن عملهم بشكل منهجي في محاولة لفرض تعتيم إعلامي كامل في جميع أنحاء القطاع".
أدان رئيس وكالة الأونروا فيليب لازاريني استهداف إسرائيل المتكرر للصحفيين في غزة، قائلاً إن الجيش يواصل "إسكات الأصوات التي تنقل الفظائع" من غزة، وقال لازاريني في بيان إنه "مذعور" لمقتل خمسة صحفيين آخرين في مدينة غزة بينهم مراسل الجزيرة أنس الشريف، مشيراً إلى أن أكثر من 200 صحفي فلسطيني قتلوا دون عقاب منذ بدء الهجوم الإسرائيلي على غزة مما يؤكد غياب المساءلة.
أعلن صندوق الثروة السيادية النرويجي الأكبر في العالم بيع استثماراته في 11 شركة إسرائيلية بعد الكشف عن استثماره في شركة إسرائيلية لتصنيع محركات الطائرات حتى مع احتدام الحرب في غزة وفق وكالة "فرانس برس"، وقال نيكولاي تانغن رئيس إدارة الاستثمار في بنك النرويج الذي يدير الصندوق: "اتُخذت هذه الإجراءات استجابةً لظروف استثنائية الوضع في غزة يُمثل أزمة إنسانية خطيرة.. نحن نستثمر في شركات تعمل في بلد يشهد حربا، ومؤخرا ساءت الأوضاع في الضفة الغربية وغزة».